# Мікель Крусафонт і Пайро
Мікель Крусафонт і Пайро (кат. Miquel Crusafont i Pairó; Сабадель, Каталонія, 1910 — 1983) — каталонський палеонтолог, який спеціалізувався на кістках ссавців.

## Біографія
Отримав фармацевтичну освіту в Барселонському університеті (1933), природничу в Мадридському університеті (1950).
Професор палеонтології Ов'єдського університету, професор антропології Товариства Ісуса в Барселоні.

## Діяльність
Найбільш значні твори: «Los Vertebrados del Mioceno Continental de la cuenca del Vallés — Penedés» (1943, з Хосепом Фернандесом де Вільальтом), «El Mioceno Continental del Vallès y sus yacimientos de vertebrados» (1948, з Хосепом Фернандесом де Вільальтом); «El Burdigaliense continental de la cuenca del Vallès — Penedès» (1955, з Хосепом Фернандесом де Вільальтом і Хайме Труелем), «Estudio Masterométricos en la evolución de los Fisípedos» (1957, з Хайме Труелем); «La Evolución» (1966, с Бермуда Мелендесом і Емільяно Агірре).
У 1969 заснував Провінційний інститут палеонтології (з 1983 — Інститут палеонтології ім'я Мікеля Крусафонта).

## Пам'ять
Його ім'ям названа доісторична тварина Крусафонтія.